# Rivas (Costa Rica)
Rivas è un distretto della Costa Rica facente parte del cantone di Pérez Zeledón, nella provincia di San José.
Rivas comprende 26 rioni (barrios):
- Rivas
- Buena Vista
- San Gerardo
- Pueblo Nuevo
- Cimirol
- La Bonita
- La Piedra
- Herradura
- Canaán
- San Francisco
- Guadalupe
- Miravalles
- La Bambú
- Linda Vista
- Tirrá
- San Antonio
- San Martín
- Palmital
- San Juan Norte
- Piedra Alta
- San José
- Los Ángeles
- Monterrey
- Chucuyo
- Chuma
- Chispa